# Diccionario geográfico-estadístico-histórico de España y sus posesiones de Ultramar
El Diccionario geográfico-estadístico-histórico de España y sus posesiones de Ultramar es una magna obra publicada por Pascual Madoz entre 1845 y 1850. Compuesta por dieciséis volúmenes, describe todas las poblaciones de España, así como términos de la historia de España. Supuso en la época una mejora importante respecto al Diccionario geográfico-estadístico de España y Portugal, que había terminado de publicarse en 1829 por Sebastián Miñano.

## Descripción
También conocido como «el Madoz», es una obra a la que, según el propio autor, se dedicaron 15 años, 11 meses y 7 días de trabajos literarios. Para esta tarea requirió la ayuda de veinte corresponsales y más de mil colaboradores: 

No soy yo el autor del Diccionario Geográfico, Estadístico e Histórico: esta gloria corresponde a tantos y tan distinguidos colaboradores que he tenido en todas las provincias y a los buenos amigos que han trabajado en las oficinas de mi redacción, cuyos nombres, los de aquellos y los de éstos, figurarán con los de los corresponsales de Cuba, Puerto Rico y Filipinas en lugar oportuno; corresponde a todos los Gobiernos que se han sucedido desde 1836 hasta el día, porque todos sin distinción de colores políticos, han secundado noble y lealmente mis esfuerzos.

Publicada en Madrid en dieciséis volúmenes entre 1845 y 1850, con unas 11 600 páginas en total,esta obra es una muy importante referencia para las consultas de geógrafos, historiadores, arqueólogos e investigadores varios. Entre otros datos, contiene interesante información sobre ruinas, restos y posibles yacimientos arqueológicos, con la descripción que en esos tiempos se hizo de todo lo que había.
Las cifras de población ofrecidas por el diccionario están basadas en el censo de la matrícula catastral de 1842, que ha sido criticado por inexacto y tender a la baja. Al parecer los ayuntamientos ocultaban riqueza y población para esquivar impuestos y disminuir el reclutamiento militar obligatorio.

## Contenido

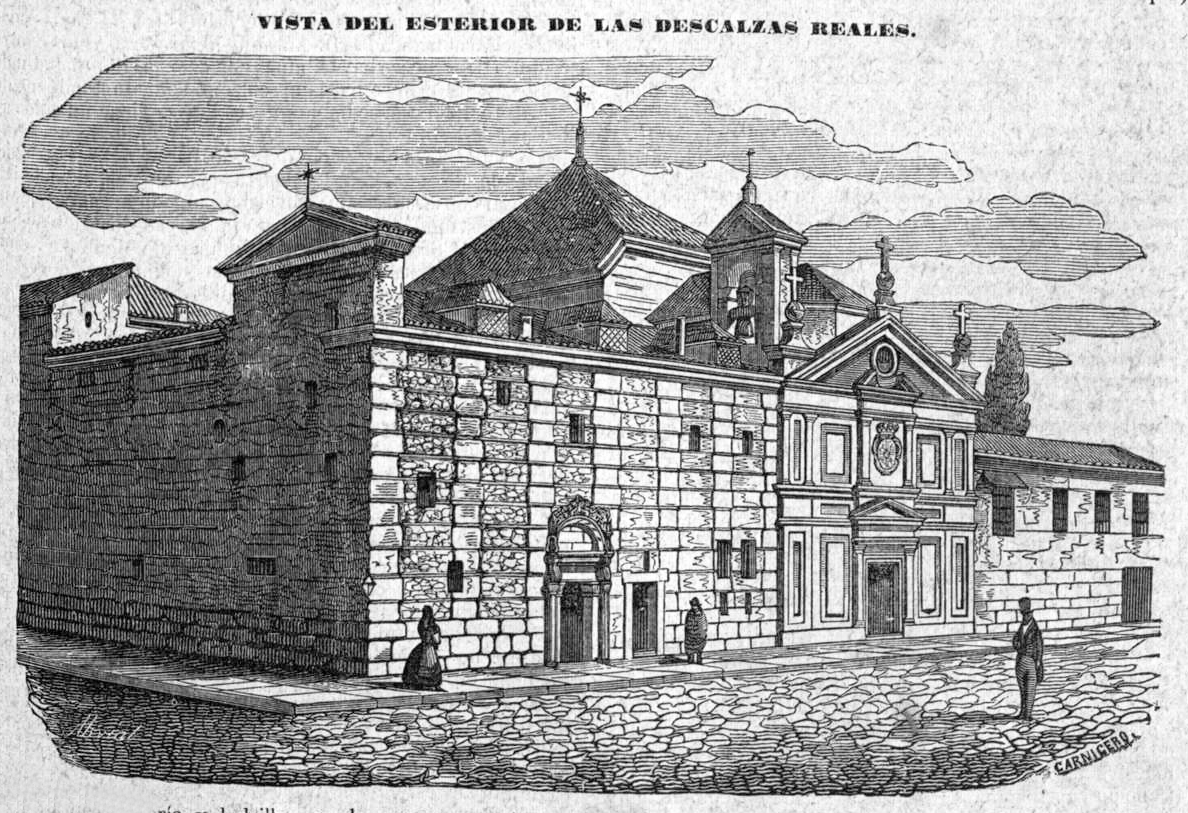
Monasterio de las Descalzas Reales en Madrid (tomo X)

Los datos que proporciona el diccionario son las siguientes:
Datos geográficosProvincia, situación, vías de comunicación y distancia en leguas a localidades importantes; ríos, arroyos, montes; vientos, etc.
Recursos económicosDetalla el tipo de producción agrícola, industrial, etc.
Administración y territorioSe indica la provincia, audiencia territorial, capitanía general, partido judicial, administración de rentas y diócesis a la que se adscribe cada localidad.
Población y viviendaPara cada localidad se indica el (1) Número de casas; (2) Población por localidades: es la población (vecinos y almas) de cada localidad consignada en la descripción detallada que figura en el tomo y página señalados; (3) Población por Partidos judiciales: Es la población (vecinos y almas) que consta de cada localidad en los resúmenes del partido judicial al que pertenece.
Educación primariaAlumnos que asisten a las escuelas de instrucción primaria o de primeras letras. En muchos municipios sólo se hace referencia a la dotación de escuelas radicadas en la localidad, sin indicar el alumnado que asiste a las mismas y, en otras ocasiones, se omite incluso hasta mencionar a los propios colegios. Los valores que figuran en las tablas, salvo otra especificación, comprenden el total del alumnado, lo que incluye los dos sexos y los dos tipos de escuelas (públicas y privadas).
Magnitudes económicas
Para cada localidad se indica:
(1) Capital productor o productivo
Riqueza imponible
Dado que las fuentes son distintas, la riqueza imponible por localidades y por partidos judiciales no tienen por qué coincidir necesariamente (en ocasiones se advierte erratas de transcripción entre los documentos utilizados, lo que implica valores diferentes e incorrecciones)
(2) Riqueza imponible por localidadesEs la riqueza imponible de cada localidad consignada en la descripción detallada que figura en el tomo y página señalados.
(3) Riqueza imponible por partidos judicialesEs la riqueza imponible que consta de cada localidad en los resúmenes del partido judicial al que pertenece. 
Contribución
Se establecen dos tipos, la directa y por porcentaje.
(4) Contribución directaEs lo que satisface la localidad en número de reales de vellón.
(5) Contribución por porcentajeEs el tipo impositivo que ha de aplicarse a la riqueza imponible para obtener la contribución total. La contribución se asigna sin hacer ningún tipo de distinción, sin embargo, en ocasiones diferencia entre la de culto y clero.
(6) Presupuesto municipal
En muchos de los municipios no se consigna valor.
Datos histórico-artísticosEsta información se da en muchos artículos e incluyen historia, personajes, anécdotas; el patrimonio local: arqueología, castillos, palacios, iglesias, ermitas, puentes, obras varias, etc.  Por esta información se puede conocer parte el patrimonio español existente entonces y por tanto, también el perdido por los distintos eventos de antes de mediados del siglo XIX y hasta hoy: guerras carlistas, guerra civil, actuación de las distintas administraciones, etc.

## Índice de tomos
- Tomo I (1845): Aba-Alicante.
- Tomo II (1845): Alicantí-Arzuela.
- Tomo III (1846): Arra-Barcelona.
- Tomo IV (1846): Barcella-Buzoca.
- Tomo V (1846): Caabeiro-Carrusco.
- Tomo VI (1847): Ca Sebastiá-Córdoba.
- Tomo VII (1847): Cordobelas-Ezterripa.
- Tomo VIII (1847): Faba-Guadalajara.
- Tomo IX (1847): Guadalaviar-Juzvado.
- Tomo X (1847): La Alcoba-Madrid.
- Tomo XI (1848): Madrid de Caderechas-Muztiliano.
- Tomo XII (1849): Nabaja-Pezuela de las Torres.
- Tomo XIII (1849): Phornacis-Sazuns.
- Tomo XIV (1849): Scalae Anibalis-Toledo.
- Tomo XV (1849): Toledo-Vettonia.
- Tomo XVI (1850): Via-Zuzones.

## Abreviaturas
Estas son las abreviaturas empleadas y su significado. La relación se encuentra en las primeras páginas de cada uno de los tomos.
| - a. ........ arroba. - ab. ...... abadengo. - adm. .... administración. - alc. c. ... alcalde constitucional. - alc. m. ... alcalde mayor. - alc. p. ... alcalde pedáneo - ald. ...... aldea. - ant. ...... antiguo, a. - anteig. ... anteiglesia. - art. ...... artículo. - arz. ...... arzobispo, arzobispado. - aud. ...... audiencia. - ayunt. .... ayuntamiento. - c. ...... ciudad. - cab. .... cabeza. - cap. .... capital. - cas. .... caserío. - cast. ... castillo. - cated. .. catedral, cátedra. - cend. ... cendea. - c. g. ... capitanía general. - col. .... colegiata. - com. g. . comandancia general. - conc. ... concejo, concejil. | - cond. ... conde, condado. - contr. .. contribución. - cord. ... cordillera. - correg. . corregidor, corregimiento. - cot. red. ... coto redondo. - conv. .... convento. - cuad. .... cuadra. - deh. ..... dehesa. - descrip. . descripción. - desp. .... despoblado. - der. ..... derecha. - dip. ..... diputado. - dioc. .... diócesis. - dist. .... dista, distante, distancia. - distr. ... distrito. - E. ....... Este. - ecl. ..... eclesiástico. - ep. ...... episcopal. - fab. ..... fábrica. - fan. ...... fanega. - felig. .... feligresía. - ferr. .... ferrería. - fort. .... fortalez(a). - hab. .... habitantes. | - herm. ...... hermandad. - igl. ..... iglesia. - imp. ..... imponible. - ind. ..... industria, industrial. - izq. ..... izquierda. - jurisd. .. jurisdicción. - juzg. .... juzgado. - l. ....... lugar. - lat. ..... latitud. - leg. ..... legua. - lím. ..... límite. - long. .... longitud. - marg. .... margen. - marit. .... marítima, o. - merind. ... merindad. - monast. ... monasterio. - N. ........ Norte. - N.-E. ..... Nordeste. - N.-O. ..... Noroeste. - O. ........ Oeste. - ob. ....... obispado. - prov. ... provincia. - parr. ... parroquia, parroquial. - part. jud. ... partido judicial. | - pobl. ...... población. - prod. .... productos. - qq. ...... quintales. - quin. .... quintal. - r. ....... río. - rs. ...... reales (no está en la relación) - rent. .... rentas. - riach. ... riachuelo. - S. ....... Sur. - S.-E. ...... Sudeste. - señ. ....... señorío. - sit. ....... situación, situado, a. - S.-O. ...... Sudoeste. - Sept. ...... Septentrión, al. - term. ...... término. - terr. ...... territorio, territorial. - univ. .. universidad. - v. .... villa. - (V.) .. Véase. - vec. .. vecino. - = .... igual. - - .... menos. - + .... más. - x .... por. |